# 나도경
나도경은 대한민국의 가수이다.

## 데뷔
- 2009년 싱글 앨범 "이브의 부탁"

## 음반
- 2021년 연분홍 사랑
- 2019년 논개의 사랑
- 2014년 평생 내 편 / 낙동강 칠백리길
- 2010년 Digital Single Vol.1
- 2010년 2010 나도경 이브의 부탁
- 2009년 이브의 부탁 / 아파요

## 수상
- KBS 도전! 주부가요스타 대상 수상
- KBS 독점여성 별주부전 대상 수상
- 대전MBC 주부가요열창 대상 수상
- 인천방송 도전 트로트 챔피언 프로 최우수상
- 아줌마 가요대상 축제 대상 수상
- 제2회 왕십리가요제 대상 수상